# Камчатский залив
Камча́тский зали́в (устар. Камчатское море) — залив Тихого океана, находится в восточной части полуострова Камчатка между Камчатским полуостровом и Кроноцким полуостровом, третий в направлении от Петропавловска-Камчатского.
Вдаётся в сушу на 74 км. Ширина около 148 км, глубина до 2 тыс. м. Приливы неправильные суточные, до 2 м. Берега низменные. На северном побережье находится порт Усть-Камчатск. В залив впадают реки Камчатка, Первая.

## Исторические сведения
Первые сведения о заливе получены в 1703 году от казака Михаила Многогрешного, когда он вышел к устью Камчатки. Нанесён на карту Витусом Берингом в 1728 году как Камчатская залива.
Ранее считался частью Берингова моря.